# El viatge (pel·lícula de 1967)
 El viatge  (The Trip) és una pel·lícula dels Estats Units de Roger Corman estrenada el 1967. Ha estat doblada al català.

## Argument
Paul Groves pren la seva primera dosi de LSD en el període que està a punt de divorciar-se de la bella dona adúltera, Sally. Comença el seu  viatge amb una "guia", John, però s'escapa i el deixa per por.
Presa dels efectes de les drogues, comença a acostar-se a Sunset Strip de West Hollywood, en clubs nocturns i en habitacions d'estranys i coneguts, raonant sobre els problemes existencials. Llavors coneix una jove anomenada Glenn, que sembla estar interessada en aquells que fan ús de l'LSD. Glenn porta a Paul en una casa a la platja, on els dos tenen un sexe apassionat. A mesura que el sol es lleva, Paul surt al balcó per prendre l'aire. Glenn li pregunta si la seva primera experiència amb l'LSD havia estat constructiva. Paul es refereix a la seva resposta a "demà".

## Repartiment
- Peter Fonda: Paul Groves
- Susan Strasberg: Sally Groves
- Dennis Hopper: Max
- Bruce Dern: John